# Per Kristoffersen
Per Kristoffersen (12. října 1937 – 2. března 2023) byl norský fotbalový útočník. Nastupoval i v norské fotbalové reprezentaci.

## Klubová kariéra
Na klubové úrovni hrál fotbal pouze v norském klubu Fredrikstad FK. Celkem čtyřikrát se stal nejlepším kanonýrem nejvyšší norské fotbalové ligy:
- v sezóně 1956/57 nastřílel 15 gólů (14zápasová sezóna)
- v sezóně 1959/60 nastřílel 13 gólů (14zápasová sezóna)
- v sezóně 1960/61 nastřílel 15 gólů (14zápasová sezóna)
- v sezóně 1966 nastřílel 20 gólů (18zápasová sezóna)

## Reprezentační kariéra
V A-týmu norské fotbalové reprezentace debutoval 12. 6. 1957 v kvalifikačním utkání v Oslu proti týmu Maďarska (výhra 2:1). Celkem odehrál v letech 1957–1966 za norský národní tým 25 zápasů a vstřelil 6 gólů.